# العزيزية (الأفلاج)
مركز العزيزية هو مركزٌ إداري تابعٌ لمحافظة الأفلاج في منطقة الرياض ، ويصنف من فئة (ب) ورمزه 1304.